# Tomasz Smoleń
Pour les articles homonymes, voir Smoleń.
Tomasz Smoleń, né le 3 février 1983 à Debica, est un coureur cycliste polonais.

## Palmarès
- 2002
  - 3e du championnat de Pologne de poursuite par équipes
- 2003
  - 3e du Grand Prix du Cru Fleurie
- 2004
  - 2e du Tour du Haut-Anjou
- 2005
  - 4e étape du Tour Nord-Isère
  - 2e du Tour Nord-Isère
  - 3e de la Côte picarde
  - 3e de Paris-Tours espoirs
- 2006
  - 4e étape du Tour du Loiret
  - 2e étape du Tour de Moselle
  - 2e du Tour du Charolais
  - 2e du Grand Prix de Vougy
- 2007
  - Critérium du Printemps
  - Paris-Chauny
  - Huriel-Jalesches
  - Grand Prix de Chardonnay
  - 3e de La Tramontane
- 2008
  - 4e étape du Tour de Franche-Comté
  - 2e étape du Tour de la Creuse
  - 4e étape du Tour de Côte-d'Or
  - 2e de la Ronde du Canigou
  - 3e du Tour de la Creuse
- 2009
  - Mémorial Romana Ręgoroicza
  - 3e étape du Po Ziemi Międzyrzeckiej
  - 3e étape du Szlakiem Grodów Piastowskich
  - 3e étape du Tour of Malopolska
  - 2e du championnat de Pologne sur route
- 2010
  - 6e étape du Tour de Taïwan
  - 1re étape du Szlakiem Bursztynowym Hellena Tour
  - 3e étape du Tour of Malopolska
- 2011
  - 2e du championnat de Pologne sur route
- 2012
  - Mémorial Andrzej Trochanowski
  - 5e étape du Tour de Slovaquie
  - 2e étape de l'Okolo Jižních Čech
  - 2e du championnat de Pologne sur route

## Classements mondiaux
| Année           | 2005 | 2006 | 2007 | 2008 | 2009 | 2010 | 2011 | 2012 | 2013 |
| --------------- | ---- | ---- | ---- | ---- | ---- | ---- | ---- | ---- | ---- |
| UCI Asia Tour   |      |      |      |      |      | 180e |      |      |      |
| UCI Europe Tour | 232e |      |      | 606e | 177e | 920e | 283e | 66e  | 412e |